# Адэр, Дэниел
Дэниел Патрик Эдеир (родился 19 февраля 1975) — канадский барабанщик, известный в основном как постоянный ударник рок-группы «Nickelback». Также сотрудничает с группой «Suspect» и инструментальной группой «Martone». В прошлом работал с американским коллективом «3 Doors Down».
Описывая свою карьеру, Дэниел часто использует коронную фразу Гэри Плейера: «Сильнее трудишься, удачливее становишься» («The harder you work, the luckier you get»)..

## Биография
Родившийся и выросший в Ванкувере, барабанщик Дэниел Адэр начал играть в возрасте 13 лет. У его отца, тоже ударника, имелась барабанная установка 1967 года, за которую однажды сел Дэниел. На его решение повлиял альбом рок-группы «Rush» — «Hemispheres». Вскоре он стал просто одержим этой идеей, репетировал днем и ночью в своей комнате, подражая известным барабанщикам. В 22 года на его творчество сильно повлияли Нил Пёрт, Джон Бонэм, Тим Александр, Ларс Ульрих и Винни Пол.
Вопреки распространенному убеждению, он — не самоучка, его учителями были «Hodgons» из Австралии, благодарность которым он выразил на первом альбоме. В подростковом возрасте он, к сожалению, не слишком хорошо играл на ударных, но вскоре был принят в музыкальный магазин в Ванкувере. Спустя некоторое время, его вкусы поменялись под влиянием джазовых ударников, таких как Деннис Чэмберс, Винни Колута, Дэйв Векл и Вирджил Донати. Одновременно он начал играть в местных кавер-группах, учиться играть на бас-гитаре и учиться новым барабанным техникам у разных учителей, в основном у Джона Фишера, славившегося жесткой дисциплиной.
Спустя годы живого исполнения вместе с местными группами в грязных барах на востоке Ванкувера, Дэниел стал играть в солидных пятизвездочных курортах Вистлера. В течение этого времени он репетировал до поздней ночи в студии, играл в составе 3-4 групп, давал студентам по 15 уроков игры на барабанах в неделю и одновременно управлял музыкальным магазином.
В то же время Дэниел прослушивался у гитариста Дэвида Мартона, выпускника музыкального колледжа Биркли, создававшего свою инструментальную группу. Вскоре в 1999 новая группа «Martone» начала записывать свой первый альбом. Дэниел отозвался о нём, как о самом великом гитаристе, с которым он работал, чья музыка вдохновляла его выходить за пределы собственных возможностей
Летом 2002 Дэниелу предоставилась возможность поработать с мультиплатиновой рок-группой из Миссисипи «3 Doors Down». Вместе с ними он записал студийный альбом «Seventeen Days», живой альбом «Another 700 Miles», сопровождал группу в турах по 14 странам и многократно появлялся на телевидении.
В январе 2005 Дэниел покинул «3 Doors Down», чтобы присоединиться к канадской постграндж-группе «Nickelback». Семь месяцев спустя они выпустили альбом «All the Right Reasons», дебютировавший в Билдбордском хит-параде с первой строчки и продолжили мировое турне после выпуска нескольких очень успешных синглов. Одновременно он сотрудничал с Theory of a Deadman, Bo Bice, Lynyrd Skynyrd, Thornley, Faber Drive и Martone, сопровождая в турне Дэйва Мартона. Следующий альбом мультиплатиновых рокеров из «Nickelback» назывался «Dark Horse». Первый сингл, «Gotta Be Somebody», был выпущен 29 сентября в Северной Америке, в то время как сам альбом мир увидел 18 ноября 2008 года. Альбом продюсировал Мэтт Ландж, наиболее известный по своей работе с «AC/DC».
21 октября 2007 года Джеймс Харт (лидер «Eighteen Visions») объявил, что барабанный партии для его новой группы «Burn Halo» записал Адэр.
В декабре 2009 появились слухи о том, что жена Адэра, Бриттани, родила близнецов. В социальной сети даже появились сообщения от Адэра, но пока супруги официально не подтверждали слухов.

## Дискография
| Год  | Группа              | Альбом                | Примечания                             |
| ---- | ------------------- | --------------------- | -------------------------------------- |
| 1995 | Martone             | Shut Up 'N Listen     |                                        |
| 1999 | Martone             | Zone                  |                                        |
| 2002 | Martone             | A Demon's Dream       |                                        |
| 2003 | Suspect             | Suspect               |                                        |
| 2004 | 3 Doors Down        | Another 700 Miles     | Живой альбом — турне Away from the Sun |
| 2005 | 3 Doors Down        | 3 Doors Down Live DVD |                                        |
| 2005 | 3 Doors Down        | Seventeen Days        |                                        |
| 2005 | Nickelback          | All the Right Reasons |                                        |
| 2005 | Theory of a Deadman | Gasoline              | песня: «Santa Monica»                  |
| 2006 | Bo Bice             | The Real Thing        | песня: «You’re Everything»             |
| 2006 | Martone             | When Aliens Come      |                                        |
| 2008 | Martone             | Clean                 |                                        |
| 2008 | Nickelback          | Dark Horse            |                                        |
| 2009 | Burn Halo           | Burn Halo             |                                        |
| 2009 | Thornley            | Tiny Pictures         |                                        |
| 2011 | Nickelback          | Here and Now          |                                        |
| 2014 | Nickelback          | No Fixed Address      |                                        |
| 2017 | Nickelback          | Feed the Machine      |                                        |